# Batu kan
Batu kan (mongolsko Бат хан, Bat han, poslovenjeno Trdni kan), znan tudi kot Sain kan (poslovenjeno Dobri kan) in car Batu, je bil mongolski vladar in ustanovitelj Zlate horde, dela Mongolskega cesarstva, v kateri je vladal od leta 1240 do 1255, * okoli 1205, Mongolija, † 1255, Saraj. 
Bil je Džočijev sin in Džingiskanov vnuk. Njegov ulus je bil glavno kraljestvo Zlate horde, ki je okoli 250 let obsegala Kijevsko Rusijo, Volško Bolgarijo, Kumanijo in Zakavkazje.  Po smrti Džingiskanovih sinov je postal Batu najbolj spoštovan vladar v Mongolskem cesarstvu. imenovali so ga aga – starejši brat.

## Osebnost
Misijonar Giovanni da Pian del Carpine je za  Batuja rekel, da je  "dokaj prijazen do lastnega ljudstva, a se ga zelo boji, v boju pa je izredno krut. Je zelo pameten in izredno spreten v vojskovanju, saj se že dolgo  vojskuje."   Viljem Rubruški ga je opisal kot moža,  približno enako visokega kot njegov gospodar John de Beaumont, in obrazom, pokritim z rdečkastimi pikami.

## Mlada leta
Džingiskan je po smrti sina Džočija njegovo apanažo (ulus) razdelil med njegove sinove. Za velikega kana Zlate horde (Džočijevega ulusa ali Kipčaškega kanata)  je imenoval njegovega sina Batuja. Džočijev najstarejši sin Orda se je strinjal z odločitvijo, da bo Batu nadomestil njihovega očeta. Kronanja se je kot uradni Džingiskanov predstavnik udeležil njegov mlajši brat Temuge. Ko je Džingiskan leta 1227 umrl, je Džočijevi družini zapustil 4.000 mongolskih vojakov. Džočijevo ozemlje je razdelil med Batuja in njegovega starejšega brata Ordo. Ordova Bela horda je obsegala ozemlje približno od Volge do Balhaškega jezera, Batujeva Modra horda pa ozemlje zahodno od Volge. 
Leta 1229 je Ogedej poslal tri tumene (30.000) vojakov pod Kukdejevim in Sundejevim poveljstvom, da bi podjarmili plemena ob spodnjem toku reke Ural. 
Po Abulgaziju Bahadurju se je Batu pridružil Ogedejevemu pohodu proti dinastiji Džin v severni Kitajski, njegov mlajši brat pa se je medtem na zahodu vojskoval z Baškirci, Kumani, Bolgari in Alani. Mongoli so kljub močnemu odporu osvojili glavna mesta Džurčenov in pridobili Baškirce za svoje zaveznike. V 1230. letih je Ogedej svoje ozemlje v Šansiju razdelil med Med Batujem in Džočijevo družino. Prejemniki so za upravitelje ozemlja pooblastili svoje uradnike pod nadzorom cesarskega guvernerja, tako kot v Horasanu in Perziji.

## Osvajanje Kijevske Rusije
Na kurultaju v Mongoliji po koncu mongolske vojne s kraljestvom Jin je veliki kan Ogedej ukazal Batuju,  da podjarmi zahodna ljudstva. Leta 1235 je Batu dobil vojsko morda 130.000 mož za invazijo v Evropo. Pridružili so se mu sorodniki in bratranci Gujuk, Buri, Mongke, Kulgen, Kadan in  Bajdar. Na ukaz strica Ogedeja so se mu pridružili tudi slavni generali  Subedej, Boroldaj in Menguser. Armada, ki ji je operativno poveljeval Subedej, je leta 1235 prečila Volgo in naslednje leto napadla Volške Bolgare. Za zlom odpora Bolgarov, Kipčakov in Alanov je potrebovala celo leto.
Novembra 1237 je Batu poslal svojo delegacijo na dvor Jurija II. Vladimir-Suzdalskega in zahteval njegovo prisego zvestobe. Jurij II. je zahtevo zavrnil, zato so začeli Mongoli oblegati Rjazan. Po šest dneh krvave bitke je bilo mesto popolnoma uničeno in se ni nikoli več opomoglo.  Jurij II. je proti Mongolov poslal svoje sinove, ki so bili premagani. Mongoli so požgali Kolomno in Moskvo in zatem 4. februarja 1238 začeli oblegati Vladimir-Suzdal. Tri dni kasneje so ga osvojili in do tal požgali.  Knezova družina je v požaru umrla, veliki knez pa se je uspel umakniti na sever. Zbral je novo vojsko, ki je bila 4. marca na reki Sit popolnoma uničena.
Batu je zatem svojo vojsko razdelil na manjše oddelke, ki so izropali štirinajst ruskih mest: Rostov, Uglič, Jaroslavelj, Kostroma, Kašina, Skljatino, Gorodec, Halič, Pereslavelj-Zalesski, Jurjev-Poljski, Dmitrov, Volokolamsk, Tver in  Toržok. Najteže je bilo osvojiti majhno mesto Kozelsk, katerega mladoletni knez Titus in meščani so se upirali sedem tednov. Ena od zgodb pripoveduje, da se je mesto Kitež po novici, da se približujejo Mongoli, z vsemi prebivalci pogreznilo v jezero, ki še obstaja. Edina velika mesta, ki so se  izognila uničenju, so bila Smolensk, ki se je vdal in pristal na plačevanje davka, Veliki Novgorod in Pskov, ki je bil zaradi velike oddaljenosti in močvirij nedostopen.
Na banketu po mongolski zmagi se je Buri pritožil nad nepoštenostjo, da je Batu dobil tako obsežno in rodovitno stepo. Mongolska vojska ga je skupaj z Gujukom in drugimi zasmehovala, češ da je "stara ženska z brado". Gujuk in spremstvo so zatem zapustili banket. Batu se je zaradi zasmehovanja pritožil stricu Ogedeju, ki je odpoklical Burija in Gujuka. Po podatkih v nekaterih virih je Burija poslal k njegovemu staremu  očetu Čagataju in ni nikoli več sodeloval v osvajanju Evrope. Gujuka je Ogedek krepko oštel in ga poslal nazaj v ruske stepe.
Poleti 1238 je Batu kan opustošil Krim, zatrl upore v Moldaviji in popolnoma obvladal kipčaško stepo. Pozimi 1239 je oplenil Černigov in Perejaslavelj in po nekaj dneh obleganja decembra 1240 osvojil Kijev. Batu kanu je kljub srditemu odporu Danila Hališkega uspelo zavzeti prestolnici obeh njegovih kneževin, Halič in Volodimir-Volinski.  Rusinski kneževini sta postali vazala Mongolskega cesarstva.

## Pohod v Srednjo Evropo
Kumanski begunci so se zatekli v Ogrsko kraljestvo. Batu je ogrskemu kralju Béli IV. poslal najmanj pet odposlancev, ki so jih Ogri vse pobili. Batu je od kralja nazadnje zahteval, da vrne kumanske begunce, sicer jih bo sam prišel iskat. Nekaj sodobnih zgodovinarjev domneva, da je Batu želel predvsem zavarovati svoj južni bok pred glavnim napadom na Srednjo Evropo. 
Ko sta Subutaj in Batu opustošila več ruskih kneževin, sta med pripravami za napad na Evropo poslala vohune na Poljsko in Ogrsko in celo do Avstrije. Dobila sta jasno sliko o evropskih kraljestvih in pripravila izjemen načrt za napad. Uradni vodja napada je bil Batu, dejanski vodja pa Subutaj. Mongoli so Evropo napadli s tremi vojskami. Prva je napadla in opustošila Poljsko in v Legnici porazila združeno vojsko šlezijskega vojvode Henrika II. Pobožnega in velikega mojstra tevtonskega viteškega reda. Druga je prečila Karpate, tretja pa je prodirala ob Donavi. Vojske so poleti preplavile Panonsko nižino in spomladi 1242 razširile svojo oblast v Avstrijo in Dalmacijo in napadle Moravsko. 
Po Kadanovi in Bajdarjevi zmagi pri Legnici sta njuna vojska in Gujukova ali Burijeva vojska triumfirali v Transilvaniji. Subutaj je na ogrski ravnini čakal na novo zmago nad Ogri, Hrvati in templarji. Leta 1241 je tatarska (mongolska) vojska pod Bujekovim poveljstvom prečila pogorje Kara Ulagh (Črni Vlah) in porazila Vlahe in enega od njihovih voditeljev z imenom Mišlav. Po obleganju Pešte se je Batujeva  vojska umaknila na reko Sajo in v bitki pri Mohiju 11. aprila katastrofalno porazila vojsko Béle IV. in njegovih zaveznikov. Na Ogrsko so prišli tudi Kadan, Bajdar in Orda in mimogrede opustošili Moravsko. Mongoli za na Ogrskem imenovali svojega darugačija in kovali denar s kaganovim imenom.  Batu je Ogrsko kot apanažo dodelil svojemu bratu Orda kanu in poslal Kadana zasledovat Bélo IV., ki je pobegnil v Dalmacijo.
Mongolski bataljoni so se spopadli tudi s silami Svetega rimskega cesarstva in Babenberške Avstrije. Med pohodom v Evropo je Batu od cesarja Friderika II. zahteval njegov odstop in mu sporočil, da bo sam zasedel njegov položaj. Cesar mu je odgovoril, da bo iz njega naredil dobrega sokolarja, ker se zelo dobro spozna na ptice. Cesar in papež Gregor IX. sta pozvala na križarsko vojno proti Mongolskemu cesarstvu, iz katere ni bilo nič, ker je Evropa trpela zaradi notranjih sporov. 
Do konca leta 1241 sta Batu in Subutaj dodelala načrte za napade na Avstrijo, Italijo in Nemčijo in nato izvedela za smrt velikega kana Ogedeja decembra 1241. Batu je nameraval nadaljevati vojno, Subutaj pa ga je spomnil na zakon Jassa (monolsko Их Засаг, Ih Zasar). Mongoli so se pozno spomladi 1242 umaknili, ker so bili mongolski princi in Subutaj pozvani na kurultaj v Karakorumu. Batu je bil eden od kandidatov za velikega kana. Ker ni bil izvoljen, se je vrnil v domovino, da bi utrdil svojo oblast na osvojenih ozemljih v Aziji in na Uralu.
Drugo bolgarsko cesarstvo je moralo priznati Batujevo nadoblast.

## Podkralj in spor z Gujukom
Po umiku iz Ogrske se je Batu utaboril ob Volgi. Na vabilo Toregene hatun na volitve novega kagana je odgovoril, da se kurultaja zaradi slabega zdravja ne bo mogel udeležiti, s čimer je volitve odložil za nekaj let. Leta 1246 je bil za kagana izvoljen Gujuk. Batu je kot eden od najstarejših Bordžiginov postal podkralj celega zahodnega dela cesarstva, nadziral ruske kneze,  imenoval Džočide za guvernerje Irana in sprejemal v avdienco mogotce s Kavkaza.  Avtoritete velikega kana ni nikoli odkrito napadel. 
Mongoli so med njegovo odsotnostjo v Kijevski Rusiji usmrtili kneza Mstislava Rilskega. Po povratku je Batu na dvor pozval velikega vladimirskega kneza Jaroslava II. Toplo ga je sprejel, ga potrdil za suverena nad drugimi ruskimi knezi in mu dal oblast v Kijevu.  Knezi Suzdala so sledili Jaroslavovemu zgledu. Batu je zatem poslal Jaroslava  na cesarski dvor v Karakorum, da bi sodeloval na Gujukovi inavguraciji leta 1246. Plano Carpini, ki je imel Batujevo dovoljenje za potovanje v Karakorum, omenja, da so Toregene usmrtili, Jaroslava pa zastrupili.
Batu je imel v več mestih svoje komisarje, ki so živeli na dvorih odvisnih ruskih in drugih knezov. 
Knezi ruskih kneževin, med njimi Vladimir Konstantin, Boris, Gleb, Vasilij, Konstantanin, Vladimir Konstantinovič, Vasiljko in Svetoslav Vsevolodovič Vladimirski, so na Batujev poziv leta 1246 odšli na njegov dvor. Ko je prišel Mihael Černigovski, ki je v Kijevu umoril mongolskega odposlanca, so mongolski nadzorniki izvedli  popis prebivalstva, ki je služil za odmero davka. Mihael je dobil ukaz, da se mora za umor odposlanca odkupiti. Po starem običaju bi se moral sprehoditi med dvema ognjema in poklekniti pred Džingiskanovimi spominskimi ploščami. Ker je obred odklonil, so ga na Batujev ukaz usmrtili.
Danilo Hališki se je Batuju diplomatsko uklonil in bil zato počaščen s požirkom kumisa. Po izmenjavi talcev  je 100 družin Keraitov pa je dobilo dovoljenje za naselitev v Karpatski Galiciji.
Po porazu sultanata Rum je Bajdžu osvobodil Davida VII. Narina in ga poslal Batuju in Gujuku. Gruzinska kraljica Rusudan se je bala Bajdžujeve agresivne politike, zato je na Batujev dvor poslala svojega sina Davida VI. Narina,  da bi ga uradno priznal za dediča gruzinske krone. Batu je podprl Davida VI. in mu dal oblast nad gruzinskimi in armenskimi plemiči in mongolskimi naseljenci. Gujuk je namesto njega za glavnega  kralja Gruzije imenoval Davida Uluja in ukazal Davidu Narinu, da se mu podredi.
Napetosti med Batujem in Gujukom so narasle do te mere, da je  Gujuk Batujeva uradnike v Iranu in na Kavkazu zamenjal s svojimi. Prisrčno je sprejel Aleksandra Nevskega in Andreja II. Andreju je dodelil prestol Vladimir-Suzdala, medtem ko je Aleksander dobil južno Rusijo. Gujuk je pozval Batuja na svoj dvor in mu šel naproti z veliko vojsko. Tolujeva vdova Sorgagtani Beki je po njegovem odhodu opozorila Batuja, da je prav on tarča velikega kana. Gujuk je na pohodu nepričakovano umrl. Po pisanju Viljema Ruburuškega in muslimanskih kronik je Gujuk umoril ali  zastrupil enega od Batujevih bratov, zato je Batu pobil cesarjeve odposlance. Dogodki niso potrjeni v nobenem drugem primarnem viru.

## Mongke in Batu
Ko se je pokazala priložnost za odstavitev članov Ogedejeve družine s položaja mongolskih velikih kanov, je Batu leta 1250 končno sklical kurultaj, vendar na  svojem ozemlju. Člani Ogedejeve in Čagatajeve rodbine so udeležbo na kurultaju zato zavrnili. Na kurultaju so položaj velikega kana ponudili Batu kanu. Njega položaj ni zanimal, zato ga je odklonil in namesto sebe predlagal Mongkeja, ki je poveljeval mongolski vojski na pohodih v Rusijo, severni Kavkaz in Ogrsko. Tolujeva frakcija je njegov predlog odprla. Ker je bil kurultaj zaradi sporne lokacije sporen, je Batu poslal Mongkeja v spremstvu svojih bratov Berkeja in Tuktemurja na uradni kurultaj v Kodoe Aral na mongolskem ozemlju. Mongkejevi podporniki so na kurultaj povabili Ogul Kaimiša in druge najuglednejše ogedejske in čagatajske prince, ki so vabilo vsakič zavrnili in zahtevali, da mora biti naslednik velikega kana iz Ogedejeve rodbine. Batu se je na zavrnitev odzval z obtožbo, da so ubili svojega strica Altalauna in kljubovali Ogedejevemu izbrancu Širemunu. Ko je bil za kagana Mongolskega cesarstva leta 1251 končno izvoljen Mongke, je zaradi nasprotovanja na volitvah organiziral zaroto proti Ogedejem in Čagatajem. Usmrtil je Čagatajevega vnuka generala Burija in Ogedejevega prijatelja generala Eldžigideja pot pretvezo, da so njegovi otroci rovarili proti novemu velikemu kanu. 
Veliki knez Andrej II. Vladimirski se je povezal z uporniškimi knezi  v zahodni Rusiji  in povzročil jezo Mongolov. Batu je nadenj poslal kazensko ekspedicijo pod Nevrujevim poveljstvom. Andrej je pobegnil v Pskov in od tam na Švedsko. Mongoli so se razkropili po Vladimiru in ostro kaznovali prebivalce. Napredovanje Mongolov proti Novgorodu in Pskovu so ustavili livonski bratje meča. Za novega vladimirskega kneza je Batu zaradi prijateljstva s Sartakom leta 1252 imenoval Aleksandra Nevskega. Andrej  je leta 1256 odpotoval v Saraj, prosit za milost zaradi nezvestobe.
Med Mongkejevim vladanjem je Batujev prestiž sive eminence in podkralja velikega kana na zahodu dosegel višek, a je kljub temu dovolil Mongkejevim popisovalcem prebivalstva, da opravijo svoje delo v njegovem kraljestvu. Po muslimanskih kronikah in Zgodovini Juana je imel prost dostop do cesarske zakladnice. Batu in Mongke sta bila očitno najsposobnejša Džingiskanova vnuka in najbolj predana mongolskemu izročilu.
Batu je poslal veliko džočidsko delegacijo, ki se je udeležila Hulegujevega  pohoda na Srednji vzhod.  Pošiljanje vojaških okrepitev Huleguju je za nekaj časa odložil, morda zaradi Berkejevega prepričevanja ali morda zaradi suma, da namerava Hulegu čez nekaj let odpraviti prevlado Džočidov.  
Batu, Mongke in drugi Džingiskanovi potomci so v tistem času delili oblast od Afganistana do Turčije. Batu je pred smrtjo leta 1255 državne zadeve predal sinu Sartaku.

## Družina in zapuščina
Batu kan je imel najmanj štiri otroke:
- Sartaka, kana Zlate horde 1255-1256; mati Borakčin in klana Alči-Tatar
- Tokokana[14]
- Andevana
- Ulagčija, ki bi lahko bil Sartakov sin Džu Laj (Džulajbeg)

Po Batujevi in Sartakovi smrti je v Ulagčijevem imenu nekaj časa vladala Borakčin hatun. Kan Zlate horde je nato postal Berke. Berke ni bil nagnjen k enotnosti s svojimi bratranci in je kljub temu, da je uradno priznaval Mongkeja kot velikega kana in svojega suverena, napovedal vojno Hulegu kanu. Razen tega je od ogrskega kralja Béle IV. zahteval popolno podreditev in poslal svojega generala Burundaja na pohod v Litvo in Poljsko. 
Zlata horda je bila najdlje živeči mongolski kanat. Preživela je izgon dinastije Juan iz Kitajske v Mongolijo in propad Ilkanata na Srednjem vzhodu. Batu kanovi potomci so vladali v stepah sedanje Ukrajine,  Rusije in Kazahstana  do leta 1360, se pravi še več kot sto let po Berkejevi smrti leta 1264. Njega samega so na prestolu Zlate horde nasledili sinovi njegovih bratov Orda kana in Tukatimurja.

## Predniki
|  |                                            |  |  |  |  |  |  |  |  |  |  |  |  |  |  |  |
|  | 8. Jesugej                                 |  |  |  |  |  |  |  |  |  |  |  |  |  |  |  |
|  |                                            |  |  |  |  |  |  |  |  |  |  |  |  |  |  |  |
|  |                                            |  |  |  |  |  |  |  |  |  |  |  |  |  |  |  |
|  | 4. Džingiskan, cesar Mongolskega cesarstva |  |  |  |  |  |  |  |  |  |  |  |  |  |  |  |
|  |                                            |  |  |  |  |  |  |  |  |  |  |  |  |  |  |  |
|  |                                            |  |  |  |  |  |  |  |  |  |  |  |  |  |  |  |
|  | 9. Hölun                                   |  |  |  |  |  |  |  |  |  |  |  |  |  |  |  |
|  |                                            |  |  |  |  |  |  |  |  |  |  |  |  |  |  |  |
|  |                                            |  |  |  |  |  |  |  |  |  |  |  |  |  |  |  |
|  | 2. Džoči                                   |  |  |  |  |  |  |  |  |  |  |  |  |  |  |  |
|  |                                            |  |  |  |  |  |  |  |  |  |  |  |  |  |  |  |
|  |                                            |  |  |  |  |  |  |  |  |  |  |  |  |  |  |  |
|  | 10. Dei-Sečen Kongiratski (= 12)           |  |  |  |  |  |  |  |  |  |  |  |  |  |  |  |
|  |                                            |  |  |  |  |  |  |  |  |  |  |  |  |  |  |  |
|  |                                            |  |  |  |  |  |  |  |  |  |  |  |  |  |  |  |
|  | 5. Börte                                   |  |  |  |  |  |  |  |  |  |  |  |  |  |  |  |
|  |                                            |  |  |  |  |  |  |  |  |  |  |  |  |  |  |  |
|  |                                            |  |  |  |  |  |  |  |  |  |  |  |  |  |  |  |
|  | 11. Čotan (= 13)                           |  |  |  |  |  |  |  |  |  |  |  |  |  |  |  |
|  |                                            |  |  |  |  |  |  |  |  |  |  |  |  |  |  |  |
|  |                                            |  |  |  |  |  |  |  |  |  |  |  |  |  |  |  |
|  | 1. Batu, kan Zlate horde                   |  |  |  |  |  |  |  |  |  |  |  |  |  |  |  |
|  |                                            |  |  |  |  |  |  |  |  |  |  |  |  |  |  |  |
|  |                                            |  |  |  |  |  |  |  |  |  |  |  |  |  |  |  |
|  | 12. Dei-Sečen Kongiratski (= 10)           |  |  |  |  |  |  |  |  |  |  |  |  |  |  |  |
|  |                                            |  |  |  |  |  |  |  |  |  |  |  |  |  |  |  |
|  |                                            |  |  |  |  |  |  |  |  |  |  |  |  |  |  |  |
|  | 6. Alči                                    |  |  |  |  |  |  |  |  |  |  |  |  |  |  |  |
|  |                                            |  |  |  |  |  |  |  |  |  |  |  |  |  |  |  |
|  |                                            |  |  |  |  |  |  |  |  |  |  |  |  |  |  |  |
|  | 13. Čotan (= 11)                           |  |  |  |  |  |  |  |  |  |  |  |  |  |  |  |
|  |                                            |  |  |  |  |  |  |  |  |  |  |  |  |  |  |  |
|  |                                            |  |  |  |  |  |  |  |  |  |  |  |  |  |  |  |
|  | 3. Uka Udžin                               |  |  |  |  |  |  |  |  |  |  |  |  |  |  |  |
|  |                                            |  |  |  |  |  |  |  |  |  |  |  |  |  |  |  |
|  |                                            |  |  |  |  |  |  |  |  |  |  |  |  |  |  |  |

## Galerija
- Napad Zlate horde na Rjazan
- Napad na Kijev
- Napad na Kozelsk
- Napad na Vladimir
- Napad na Suzdal